# Балакин, Виктор Васильевич
Ви́ктор Васи́льевич Бала́кин (род. 26 апреля 1947, д. Балаки, Камбарский район, УАССР) — российский политический и общественный деятель, наиболее известен как мэр, затем глава города Ижевска (2001—2010).

## Биография
Окончил Ижевский механический институт (ныне ИжГТУ им. М. Т. Калашникова) по специальности «Технология машиностроения, металлорежущие станки и инструменты» в 1970 году. Начал свой трудовой путь на Ижевском машиностроительном заводе, где дослужился до старшего инженера; с 1979 года трудился в партийной организации мотоциклетного производства.
В 1990 году избран в Ижевский городской Совет народных депутатов, став заместителем председателя, с 1991 — председателем. В 1994 году назначен вице-мэром Ижевска. В 1997 году Указом Президента РФ назначен Полномочным представителем Президента Российской Федерации в Удмуртской республике.
21 октября 2001 года избран мэром Ижевска. 1 ноября 2001 официально вступил в должность.
Осенью 2010 года покинул пост мэра после выборов в Городскую Думу.
В начале 2011 года возглавил новое Министерство общественной безопасности Удмуртии. В мае 2014 года, в разгар кадровых перестановок после смены Главы республики, подал в отставку, которая была принята 12 мая. 10 июля Балакину был передан вакантный мандат депутата Государственного Совета. Не вошел в состав нового созыва Госсовета Удмуртии в 2017 году.

## Награды и звания
Награждён орденом Дружбы, медалями «За трудовую доблесть», «За заслуги в проведении Всероссийской переписи населения», Почетной грамотой Правительства Удмуртской Республики, Почетной грамотой Удмуртской Республики. Присвоено почетное звание «Заслуженный работник государственной и муниципальной службы Удмуртской Республики». Является лауреатом государственной премии Удмуртской Республики.

## Семья
Женат. Имеет двух сыновей.